# Allegorikus címer
Az allegorikus címer valamilyen elvont fogalmat vagy erényt fejez ki jelképes alakok által. Ezek nem mindig valós, hanem feltételezett vagy kitalált címerek, mert nem egy adott címerviselőt jelképeznek, de általában a heraldika szabályai szerint szerkesztik meg. Ezért sorolhatók a címertani vizsgálat körébe.
Az elvont fogalmat, mint pl. az Erény, a Bölcsesség emberi alakokkal, azok attribútumaival vagy jelképeivel fejezi ki. Így például Fortuna, a szerencse jelképe kifejezhető bőségszaruval. Az allegorikus címerek legszebb példái a reneszánsz korából valók, amelyekre erősen hatott az ókori kultúra és hiedelemvilág. Egyik legkiválóbb példája Albrecht Dürer művei, mint a Halál címere.
Allegorikus alak látható a Cilleiek pajzstartójaként. Mátyás könyvtárának több kötetében is szerepelnek allegorikus alakok az uralkodói címerrel. Pl. az Averulinus-kódexben a címer pajzstartója két allegorikus alak.

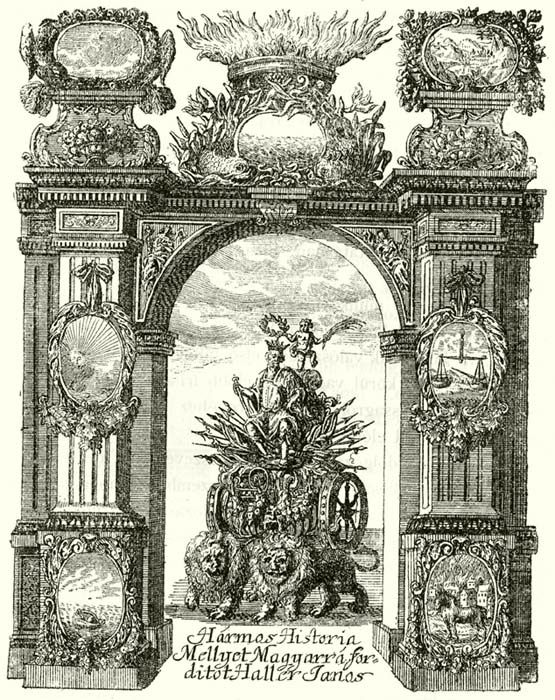
Allegorikus pajzsok Haller János könyvéből, 1695
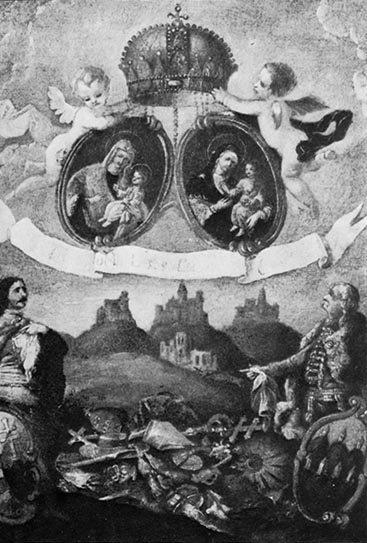
Magyarország és Erdély uniójának allegorikus ábrázolása, 18. század közepe